# غرطر بتلري
غرطر بتلري (الاسم العلمي:Thamnophis butleri) (بالإنجليزية: Butler's garter snake )‏ هو نوع من الزواحف يتبع جنس الغرطر من فصيلة الأحناش.